# Kurt Grawi
 Kurt Denny Grawi (geboren 19. Februar 1887 in Hannover; gestorben 5. September 1944 in Santiago de Chile) war ein deutscher Börsenmakler und als Bürger jüdischen Glaubens Opfer der nationalsozialistischen Verfolgung.

## Leben und Leiden der Familie Grawi
Kurt Grawi war der Sohn von Josef und Berta Grawi, geborene Rosenthal. Er hatte drei Schwestern: Margarete Then-Bergh, Erna Gertrud Grawi und Irma Neumann. Verheiratet war er mit Else Emilie Katherina Grawi (geborene Schultz, verwitwete Breit).
Grawi war gelernter Bankkaufmann und bis 1931 als Börsenmakler an der Darmstädter und Nationalbank angestellt. In Folge der Weltwirtschaftskrise verlor er 1933 diese Beschäftigung und machte sich selbstständig.
Ab 1933 gerieten Grawi und seine Familie zunehmend unter den Druck der nationalsozialistischen Verfolgung. Im Zuge der Reichspogromnacht wurde er für mehrere Wochen im Konzentrationslager Sachsenhausen inhaftiert. Ende April 1939 flüchtete er über Belgien nach Santiago de Chile, wo er am 4. Juni 1939 bei Verwandten des verstorbenen Mannes seiner Ehefrau ankam. Um Judenvermögensabgabe, Reichsfluchtsteuer und Golddiskontbankabgabe bezahlen zu können, mussten sämtliche Vermögenswerte verkauft werden. 10 Reichsmark durfte Grawi bei seiner Ausreise mit sich führen.
Kurt Grawi starb am 5. September 1944 im Alter von 57 Jahren in Chile an einem Krebsleiden.
Grawis jüngere Schwester, die Schauspielerin Irma Neumann, erhielt nach 1933 Berufsverbot. Wegen ihrer Mitgliedschaft im Widerstand wurde sie im Juli 1944 verhaftet und nach Auschwitz deportiert, überlebte jedoch den Holocaust. Ihr Ehemann wurde durch den Volksgerichtshof zu drei Jahren Haft verurteilt. Grawis ältere Schwester, die promovierte Sprachlehrerin Erna Grawi, wurde ab 1939 zu Zwangsarbeit in Rüstungsbetrieben herangezogen, an deren Folgen sie Ende Februar 1943 in Berlin verstarb.

## Das Gemälde „Füchse“ von Franz Marc

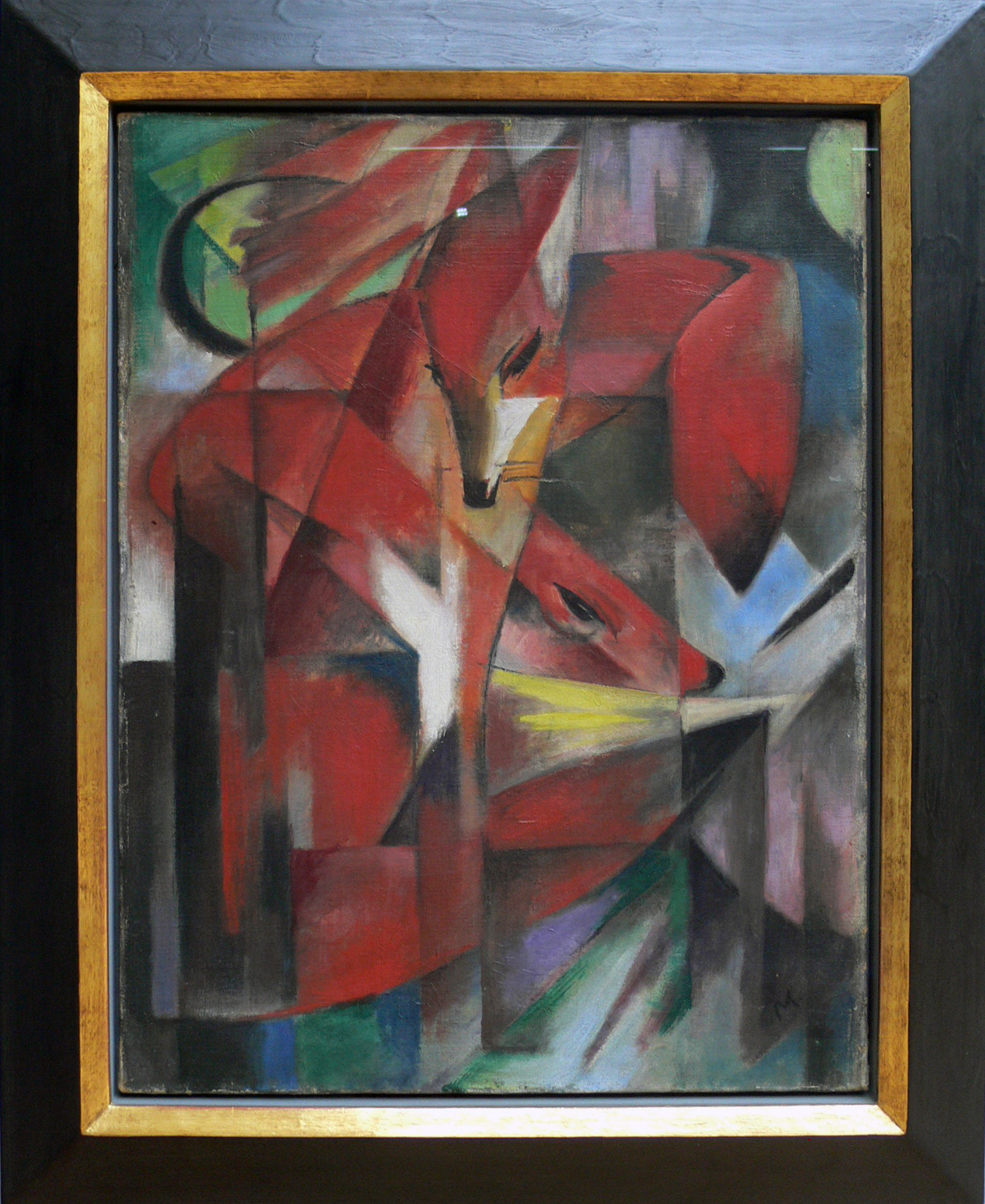
Gemälde „Füchse“, fotografiert 2010 im Kunstpalast Düsseldorf

Kurt Grawi hatte 1928 das Gemälde „Füchse“ des expressionistischen Malers Franz Marc vom Vorbesitzer Max Leon Flemming erworben.
Während Grawi im Frühjahr 1939 über Brüssel nach Südamerika emigrierte, war das Gemälde über die Hilfe „gemeinsamer Freunde“ bereits auf dem Weg nach New York. Es sollte durch Verkauf die Basis für das Auskommen im neuen Leben bilden. Zu einem unbekannten Preis kaufte es der deutsch-amerikanische Regisseur William Dieterle. 1962 fand das Gemälde als Schenkung seinen Weg in die Städtische Kunstsammlung Düsseldorf.
Im Verfahren um die Restitution des Gemäldes an die Erben von Kurt Grawi kam zur Sprache, dass es sich nicht um typische Raubkunst handelte, da der Verkaufsort New York war. In der letztlichen Entscheidung zur Rückgabe des Gemäldes betonte aber die Beratende Kommission, dass der Verkauf 1940 in New York die unmittelbare Folge der Inhaftierung im Konzentrationslager und der anschließenden Flucht gewesen sei und damit in sehr engem Zusammenhang mit der nationalsozialistischen Verfolgung gestanden habe. Die Kommission empfahl daher eine Rückgabe des Bildes. Der Rat der Stadt Düsseldorf beschloss im April 2021, dieser Empfehlung der Kommission zu folgen. Das Gemälde im Schätzwert von 42 Millionen Euro wurde am 11. Januar 2022 den Erben überreicht. Am 1. März 2022 wurde es bei Christie’s versteigert. Der Käufer bot in London über 42,6 Millionen Pfund, etwas mehr als 51 Millionen Euro.